# Lake Purrumbete
Lake Purrumbete är en sjö i Australien. Den ligger i delstaten Victoria, omkring 160 kilometer väster om delstatshuvudstaden Melbourne. Lake Purrumbete ligger 132 meter över havet. Arean är 4,9 kvadratkilometer. Den sträcker sig 3,0 kilometer i nord-sydlig riktning, och 2,6 kilometer i öst-västlig riktning.
I omgivningarna runt Lake Purrumbete växer i huvudsak städsegrön lövskog. Runt Lake Purrumbete är det mycket glesbefolkat, med 4 invånare per kvadratkilometer. Genomsnittlig årsnederbörd är 1 165 millimeter. Den regnigaste månaden är juni, med i genomsnitt 167 mm nederbörd, och den torraste är februari, med 32 mm nederbörd.